# Santos FC Ouagadougou
Santos Football Club ist ein Sportverein in Ouagadougou, der Hauptstadt von Burkina Faso. Der 1977 gegründete Verein gewann dreimal die Meisterschaft der zweiten Division des Landes.
Aufgrund der prekären finanziellen Situation des Klubs herrscht eine hohe Spielerfluktuation; junge vielversprechende Talente aus der Vereinsjugend verlassen den Klub früh, da Santos nur geringe Prämien und praktisch keine Gehälter zahlen kann.

## Ehemalige bekannte Spieler
- Aristide Bancé
- Moussa Kaboré
- Alassane Ouédraogo

## Ehemalige Trainer
- Moïse Oura (2007–2008)
- Aboubacar Cissé (2008–2012)